# Gunhild Kristensen
Gunhild Volkenborn-Kristensen (Leiden, 6 de abril de 1919-Oosterbeek, 21 de enero de 2002) fue una pintora y artista textil, vidriera y de mosaicos neerlandesa. 

## Trayectoria

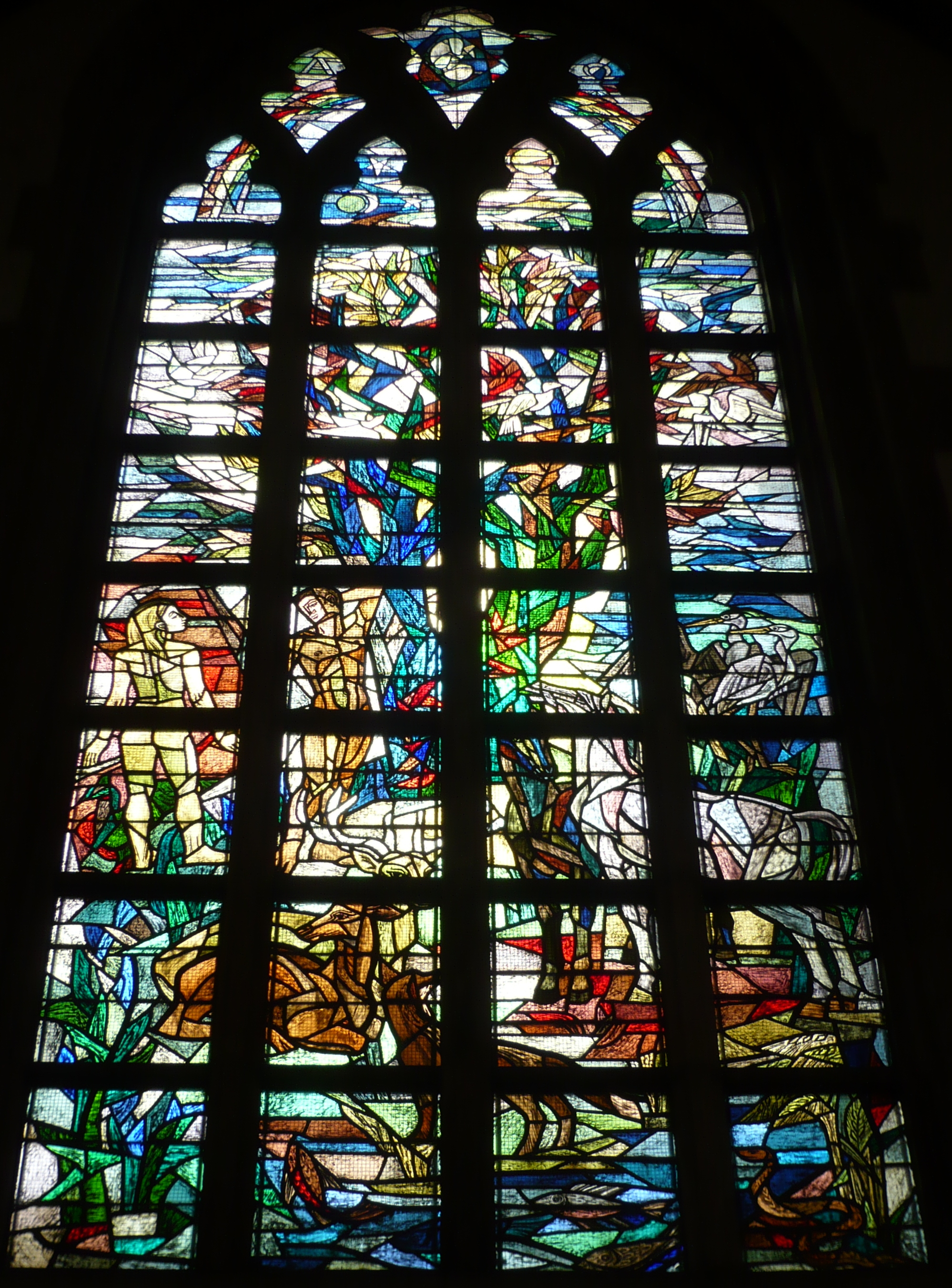
Iglesia de San Bavo, Haarlem (1957)

Kristensen era hija de William Brede Kristensen (1867-1953), un noruego que se nacionalizó neerlandés en 1913, y de la neerlandesa Jacoba Heldring (1892-1984). Su padre era fenomenólogo religioso y se convirtió en 1901 en profesor en la Universidad de Leiden.
Kristensen fue admitida en 1940 en la Rijksacademie de Ámsterdam, donde fue alumna de Willem van den Berg en pintura, de Gé Röling en dibujo y de Heinrich Campendonk en arte monumental. La influencia de Campendonk es especialmente evidente en sus primeros vitrales. A través de él recibió en 1957 un encargo para Sint-Bavo en Haarlem. Tras este trabajo su estilo se volvió más colorido y dinámico, con cambios en las líneas. El trabajo que realizó un año después, para la Iglesia Reformada en Kockengen, es considerado su mejor trabajo.
Para la iglesia de Sint-Laurens de Róterdam, que fue dañada durante la guerra y reconstruida en el período 1952-1968, Kristensen diseñó un conjunto de tres ventanas. Solo se colocó la ventana del medio, que representa el espíritu de Pentecostés. Tras conocer que los miembros conservadores de la junta de la iglesia hubieran preferido a un hombre para el encargo, Kristensen renunció. Se han conservado los diseños de las dos ventanas laterales. En 2014 la iglesia decidió llevarlo a cabo. Las vidrieras, que representan el Sol de la Justicia, el Espíritu Santo, la brillante Estrella de la mañana, se colocaron tras una campaña de recaudación de fondos en marzo de 2017.
klA fines de la década de 1950 y principios de la de 1960, Kristensen también hizo ventanas con vidrieras emplomadas en las que la composición estaba determinada por el color y la forma del vidrio. Utilizó temas procedentes de la Biblia y la naturaleza: los peces, los pájaros, las mazorcas de maíz y el árbol de la vida habitualmente están presentes en sus ventanas. A partir de 1965 dejó de recibir encargos de vidrieras y se centró en la realización de tapices, alfombras y mosaicos. Diseñó, entre otras cosas, diez tapices para la iglesia de Sint-Joris en Drempt (1964), donde su hermano Bjarne era párroco. El objetivo era mejorar la acústica de la iglesia, las alfombras fueron anudadas por la población local.
En 1967, Kristensen recibió el premio cultural del Ayuntamiento de Arnhem por toda su obra. En 1968 se casó con Johannes (Hans) Volkenborn (1904-1987), con quien se fue a vivir a Venezuela. Tras su muerte se instaló en Oosterbeek. Kristensen falleció en 2002, a la edad de 82 años. Su legado, incluidos muchos bocetos, está gestionado por el Museo Veluwezoom.

## Obras (selección)
- vidriera (1947) para la villa Rijnheuvel en Oosterbeek
- vidriera (1953) en el pasillo sur de Sint-Catharinakerk en Zevenbergen
- cristaleras de la capilla (1954) en la finca Beukbergen en Huis ter Heide
- mosaicos y vidrieras (ca. 1955) para Noorderkerk en Bilthoven
- ventanas de Adán y Eva (1957) para la Grote of Sint-Bavokerk en Haarlem
- vidriera (1958) para la guardería Reina Wilhelmina  en Róterdam
- vidrieras (1958) para la Iglesia Reformada Holandesa en Kockengen
- vidrieras (1959) para la iglesia de Santa Bárbara en Bunnik
- vidrieras (1959) para la Iglesia Reformada Holandesa en Sirjansland
- seis alfombras anudadas a mano sobre la Creación (ca. 1959) para Deaconessenkerk en Arnhem
- tres ventanas (1965, parcialmente colocadas en 2017) que representan el evento de Pentecostés, para la Grote of Sint-Laurenskerk en Róterdam
- diseño de diez tapices (1964) para la iglesia de Sint-Joris en Drempt
- mosaico según el Salmo 127 (1966) para la Escuela Técnica Cristiana, Sprengenweg, en Apeldoorn
- diseño de una alfombra de 110 m² (1967) para la sala del consejo del nuevo ayuntamiento de Arnhem. El trabajo fue realizado por 300 mujeres.